# Hrabstwo McPherson (Nebraska)

Piramida wieku hrabstwa

Hrabstwo McPherson (ang. McPherson County) – hrabstwo w stanie Nebraska w Stanach Zjednoczonych. Stolicą i największą miejscowością jest Tryon. Z gęstością 0,17 os./km² jest najsłabiej zaludnionym hrabstwem Nebraski i należy do trzydziestu najsłabiej zaludnionych hrabstw USA. 

## Geografia
Całkowita powierzchnia wynosi 2225 km² z czego woda stanowi 2,6 km² (0,12%) .